# داز بونز
داز بونز هو أحد شخصيات أنمي ومانغا ون بيس، وقد كانت مكافأته السابقة 51000000 بيلي، ومن ثم أصبحت 159000000 بيلي بحيث يمتلك فاكهة تمكنه من إنشاء سيوف من جميع أعضاء جسمه.

## شخصيته
داز بونز شخصية ذات ثقة كبيرة، وهو سفاح، وهو غير متسامح مع الضعف، وهو يحترم الذين يتمكنون من كسب احترامه مثل: كروكودايل، فبونز يحترم كروكودايل، ولقد ساعد لوفي بأمر من كروكودايل لانه يحترم كروكودايل. لقد تم حبسه في المستوى الرابع، وهو شخص بارد القلب، لديه اعتقادات بأن وجود الصداقات لدى المرء يجعله ضعيفاً، ويبدو أنه لا يحمل الحقد دائماً على الشخص، فلقد ساعد لوفي في 
الإمبل داون بأموامر من كروكودايل، ولقد قال بأن لوفي وزورو حلفاء، على الرغم من هزيمته أمام صائد القراصنة رونوروا زورو سابقا في آلباستا.

## مظهره
داز بونز رجل أصابعه طويلة ورقيقة، وهو طويل، ولديه عضلات كبيرة، ورأسه حليق، ويرتدي وشاح أسود وأصفر وبه كتابة بيضاء، وعيونه مستديرة، وشفاهه كبيرة، وكتابة على صدره.

## أصدقائه

### كروكودايل
كروكودايل أو (مستر 0) هو رئيس منظمة باروكي وركس التي كان يعمل بها داز سابقا، وهو صديق له ويكن داز له كل الاحترام ولقد رافقه في العالم الجديد.

### مس دابلفينغر
هي رفيقة داز بونز في الباروكي وركس سابقا وعلاقتهما مجرد علاقة عمل.

## ماضيه
لم يظهر ماضي مستر 1 ولكنه كان صائد قراصنة وبعمل في منظمة الباركو ويكس، لقد كان داز بونز في آلباستا ينتظر الأوامر من الزعيم كروكودايل للقضاء على طاقم قبعة القش، ولقد حدث بعض الشجار بين مستر 1 (داز بونز) ومستر 2 (بون كلاي), ولقد كان هو وبقي أعضاء المنظمة الرئيسين ينتظرون قدوم الأميرة فيفي وطاقم قبعة القش للقبض عليهم، 
ولقد لحق مستر 1 ورفيقته مس دابلفينجر برونوروا زورو ونامي، ولقد حاولت نامي الهرب ولكن مستر ورفيقته تجاوزا زورو لان يجب عليهم القضاء على الخصم الأضعف، ولقد وجه داز بونز ضربة لنامي، ولكن زورو تصدى لها، وهكذا بدأ القتال التالي:
داز بونز (مستر 1) ضد رونوروا زورو (مستر بو شيدو) مس دبلفينجر ضد نامي (القطة السارقة)وانتهى القتال بفوز (زورو) على (مستر 1) بصعوبة و (نامي) على دبلفينجر وقبضت عليه البحرية، إن لقب داز بونز هو (مستر 1) وربما يلقبون بهذه الأسماء من الأقوى إلى الأضعف.لقد كان مستر 1 يعمل تحت أمرت كروكودايل ولكنهم لم يكونوا يعرفون ومن ثم عرفوا أنهم تحت أمرت كروكودايل، ولقد أصبح مستر1 يحترم كروكودايل، لقد عقدت منظمة الباركو وركيس اجتماع، ولقد قرروا بأنهم سيقضون على 
طاقم قبعة القش، لقد تم القبض على داز بونز في آلباستا وتم سجنه في الإمبل داون في المستوى الرابع، ويبدو أنه كان يعرف أن لوفي دخل إلى الإمبل داون ولكن لم يهتم بهذا الأمر، وعندما تم تحرير كروكودايل طلب بونز الانضمام إلى كروكودايل، والعمل تحت أمرته، ولقد وافق كروكودايل على طلب بونز، ولقد أمر كروكودايل بونز بمساعدة لوفي والقضاء على الحراس، ولقد خرج من الأمبل داون، وتوجه إلى المارين فورد. لقد ركب هو وكروكودايل وباجي شئ مثل الزورق كان يقوده جيمبي. لقد شارك مستر 1 (داز بونز) في حرب المارين فورد، ولقد كان مع كروكودايل، ولقد قاتل البحرية، ولقد قام بونز بمساعدة لوفي والتصدي لهجوم دراكولاي ميهوك (عين الصقر) بعد أمر من كروكودايل، ولكن بونز لم يتمكن من هزم ميهوك، لكن تدخل كركودايل ليرد جميله وتصدى لميهوك.

## قواه
لقد تناول بونز فاكهة الشيطان من نوع سابا سابا نومي، وهي تمكنه من تحويل جميع أجزاء جسده إلى سيف أو شفرات حادة ويمكنه تقطيع الصخور والأبنية بكل سهولة كما حدث في قتاله مع زورو.

## معاركه
- مستر 1 ضد مستر 2 (لم يكن قتال بل كاد بونز أن يضرب مستر 2 لكنه توقف)

النتيجة: لم يفز أحد 
- مستر 1 ضد رورنوا زور

النتيجة: فوز زورو 
- داز بونز وكروكودايل وجنبي ضد جنود البحرية

النتيجة: فوز بونز وكركودايل وجنبي بسهولة 
- داز بونز وكروكودايل ضد قراصنة اللحية البيضاء

النتيجة: فوز بونز وكروكودايل 
- داز بونز ضد ميهوك

النتيجة: فوز ميهوك